# Malat dehidrogenaza (oksaloacetat-dekarboksilacija, NADP+)
Malat dehidrogenaza (oksaloacetat-dekarboksilacija, +) (EC 1.1.1.40, malat dehidrogenaza (dekarboksilacija, +), +-vezani dekarboksilacioni malatni enzim, +-malatni enzim, +-specifični malatni enzim, +-specifična malatna dehidrogenaza, malat dehidrogenaza (+, dekarboksilacija), L-malat:NADP+ oksidoreduktaza) je enzim sa sistematskim imenom (S)-malat:NADP+ oksidoreduktaza (oksaloacetatna dekarboksilacija). Ovaj enzim katalizuje sledeću hemijsku reakciju
1. ()-malat + NADP+ {\displaystyle \rightleftharpoons } piruvat + 2 +
2. oksaloacetat {\displaystyle \rightleftharpoons } piruvat + 2

Ovaj enzim katalizuje oksidativnu dekarboksilaciju (S)-malata u prisustvu NADP+ i divalentnih metalnih jona, i dekarboksilaciju oksaloacetata,  cf. EC 1.1.1.38, malatna dehidrogenaza (oksaloacetatna dekarboksilacija), i EC 1.1.1.39, malatna dehidrogenaza (dekarboksilacija).

## Literatura
- Nicholas C. Price; Lewis Stevens (1999). Fundamentals of Enzymology: The Cell and Molecular Biology of Catalytic Proteins (Third изд.). USA: Oxford University Press. ISBN 019850229X.
- Eric J. Toone (2006). Advances in Enzymology and Related Areas of Molecular Biology, Protein Evolution (Volume 75 изд.). Wiley-Interscience. ISBN 0471205036.
- Branden C; Tooze J. Introduction to Protein Structure. New York, NY: Garland Publishing. ISBN 0-8153-2305-0.
- Irwin H. Segel. Enzyme Kinetics: Behavior and Analysis of Rapid Equilibrium and Steady-State Enzyme Systems (Book 44 изд.). Wiley Classics Library. ISBN 0471303097.

## Spoljašnje veze
- Malate+dehydrogenase+(oxaloacetate-decarboxylating)+(NADP+) на 